# حوض التخزين
حوض التخزين بركة مصنوعة بها نباتات حول محيطها ومجمع للماء. ويستعمل لحفظ جريان  ماء المطر لمنع الفيضانات والتعرية، وتحسين جودة المياه في النهر أو المجرى أو البحيرة أو الخليج مجاور.